# 위 의공
위 의공(衛懿公, ? ~ 기원전 690년, 재위 기원전 668년 ~ 660년)은 중국 춘추 시대 사람으로, 위나라의 제18대 임금이다. 휘는 적(赤)이다. 북적의 침공을 받아 서울 조가가 초토화되었고, 자신도 전사했다.

## 사적
기원전 669년, 아버지 혜공이 죽자 그 뒤를 이었다.
의공 4년(기원전 666년), 아버지가 동주 혜왕을 쫓아내고 왕자 퇴를 주왕으로 세운 죄를 토벌하러 온 제 환공과 싸워 대패했으나, 뇌물을 바쳐 화평했다.
아버지 혜공이 자기 형들을 참소하여 죽게 하고 임금이 되었으며, 의공 자신은 사생활이 문란하고 사치하며, 특히 두루미를 키우는 취미에 국고를 많이 소진했을뿐더러 두루미들을 대신들처럼 대우했으므로 인심을 잃었다. 의공 9년(기원전 660년) 겨울 12월, 적(翟)이 쳐들어오자, 병사를 일으켜 막으려 했으나 백성들은 징집을 거부했고, 대신도 “두루미더러 가서 막으라”며 비꼬았다. 의공은 석기자(石祁子)와 영장자(寗莊子)에게 도성을 지키게 하고, 거공(渠孔)에게 융차의 지휘를 맡기고, 자백(子伯)을 차우로 삼고, 황이(黃夷)를 선봉으로, 공영제(孔嬰齊)를 후군으로 삼아 형택(滎澤)에서 적과 싸웠으나 참패하고, 살해당했다.
적은 위 의공의 군대를 격파하고 도성마저 함몰하여, 위나라는 멸망했다가, 패자 제 환공이 제후들을 회합하고 살아남은 위나라의 유민들을 도와 초구를 새 서울로 삼아 부활했다.